# Jean-Marc Paillous
Jean-Marc Paillous, né le 29 juin 1968 à Paris, est  journaliste, réalisateur, rédacteur en chef, blogeur, auteur et consultant pour les entreprises.

## Biographie

### Études
Titulaire d’un DEUG de philosophie à la Sorbonne après avoir fait une khâgne au lycée Condorcet à Paris, Jean-Marc Paillous est diplômé de l’Institut d'études politiques de Paris en 1991, du CUEJ (Centre universitaire d'enseignement du journalisme], l’école de journalisme de Strasbourg, en 1994. Il a suivi des formations de JRI (journaliste reporter d'images) en 2003, de création de webdocumentaires en 2011, de management des rédactions audiovisuelles en 2014 au CFPJ (Centre de formation et de perfectionnement des journalistes) et de prises de vues par drones (Telepilote SAS). 

### Ses débuts
Au cours de ses études, il collabore à France-Soir, au Quotidien de Paris et à La Dépêche du Midi. Il fait également des incursions dans la presse spécialisée à l’Agéfi et à « Info-DGA ». 
Rapidement, après son diplôme de journaliste, il oriente sa carrière vers la télévision.

### Le passage à la télévision
Après avoir fait ses premiers reportages pour France 3 et La Cinquième, il passe deux ans, de 1996 à 1998, à M6, travaillant notamment pour M6 KID, « Ithème de la meilleure émission Jeunesse » en 1997.
En 1998, il participe la création de Mezzo l’Info, un journal télévisé quotidien de 13 minutes consacré à la musique classique, la danse et l’opéra diffusé sur France 2 et Mezzo, programme qui recevra l’Ithème 2000 du « Meilleur Journal télévisé des chaînes du câble et du satellite ». Il y restera deux ans, en étant l’été rédacteur en chef adjoint du Journal des festivals, un magazine quotidien de 26 minutes sur les grandes manifestations culturelles estivales pour France 2 et Mezzo.
Il intégrera ensuite de 2000 à 2003, l’équipe de Rive droite / Rive gauche, l’émission culturelle animée par Thierry Ardisson sur Paris Première où il suivra l’actualité de la musique classique, de la danse de l’opéra. Il réalisera pour la même chaîne différents reportages pour MAPS, Mille adresses pour sortir.
Il collaborera par la suite, de 2003 à 2004, un an, à la chaîne KTO en tant que JRI et monteur sur le journal et les magazines.
Parallèlement, il écrit et réalise en 2004 une série « Mains et merveilles » pour la chaîne TV5, une collection de 60 documentaires consacrés aux métiers d’art tournée avec des techniques issues du cinéma et produite par Télé-Paris. Pour ce programme, Jean-Marc Paillous remporte en 2005, 2006 et 2007 « L’image d’or » du festival international de Pézenas ainsi que son « Grand Prix » en 2006.
En 2006, Jean-Marc Paillous rejoint la rédaction de LCP - Assemblée nationale. Coordinateur des magazines et des opérations spéciales, puis rédacteur en chef adjoint chargé des magazines, il s’y occupe des émissions récurrentes hebdomadaires et mensuelles comme Impertinences avec Bruno Masure, Parlez moi d’ailleurs avec Audrey Pulvar puis Franz-Olivier Giesbert ou Docs ad hoc : le Zoom avec Christophe Ruaults et développe à la demande de la direction des programmes de nouveaux concepts. 
Il lance des émissions de débats comme L’autre séance (sur le cinéma), Traits d’Union et Europe Hebdo (sur l’Europe), Dossier urgent (sur les questions de consommation et de droits), Rencontres sportives et Global Foot (sur le sport), Parlement hebdo nouvelle formule (sur l’actualité du Sénat et de l’Assemblée en partenariat avec Public Sénat ou encore Pleine Lucarne (sur la télévision), et des programmes courts Les slogans de Mai 68, Ted Dixit (sur les élections américaines 2008), C’est pas vrai sur la géopolitique, L’œil de Mauss sur la vie parlementaire. 
Il suit également l’écriture et la réalisation des documentaires tournés par la rédaction et assure la mise en place de grands directs et de spéciales. 
En 2010, il lance un programme hebdomadaire sur la vie politique nationale et internationale vu sur internet, Agora 2.0 ainsi qu'une série sur la culture, Filigranes autour d'écrivains, de cinéastes, de photographes, de peintres ou de chorégraphes. Autres grands projets, L' écho des lois, un magazine d'investigation de 26 minutes sur des grandes questions de société ainsi qu'un "walk and talk" de 26 minutes intitulé Ça va, ça vient sur l'histoire de grands thèmes dans la vie politique française (immigration, emploi, banlieues, etc). En 2013, il continue sur sa lancée en créant Rock n' Pol sur la musique engagée avec Germain Andrieux et  Médiapol sur la politique dans les médias (télévision, internet, cinéma, livres…) avec Valérie Brochard.  
A l'affut des nouvelles écritures, Jean-Marc Paillous organise depuis 2007 des émissions sur les grandes tendances du documentaire en partenariat avec le FIGRA, le Festival international du grand reportage, et  il enregistre chaque saison un programme original de 52 minutes sur les campagnes de publicité les plus innovantes avec l'association des agences-conseil en communication, l'AACC. 
A l'été 2015, ce globe-trotter passionné de ski quitte la chaîne pour se consacrer à sa passion pour la glisse et crée, fin 2016, un travel show original pour la chaîne "Voyage".  Intitulé "SLAP", "Sur les Alpes perchées", ce programme  mêle découverte, sport et art de vivre. Cette série documentaire de seize 26 minutes consacrée aux stations les plus emblématiques des Alpes présente les spots les plus réputés d'Europe comme Cortina d'Ampezzo, Verbier, Gstaad, Adelboden, Tignes Val d'Isère, Ischgl, Kandersteg, La Grave, Val Thorens, Chamonix, Garmisch-Partenkirchen ou Megève. 
Aussi à l'aise dans le suivi des JT, l'écriture de nouveaux formats, les programmes courts, les magazines de 7, 13 ou 26 minutes que les formats longs, il a imaginé, tourné et réalisé une série intitulée "Marins-Pompiers de Marseille" pour Planète + A&E, une chaîne du groupe Canal. L'ambition de cette collection de 4 X 48 minutes produite par la société Ligne de Front était de renouveler le genre du film en immersion en s' inspirant du succès d'Ambulance, la série documentaire de la BBC dont les équipes partaient de la réception des appels d'urgences  et  suivaient des secouristes tout au long de leurs interventions. Son  parti pris était de prendre le contre-pied de certaines émissions qui enchainent les interventions les unes après les autres avec des commentaires tonitruants et de mettre l'accent sur l'humain et l'empathie avec très peu de voix-off et une scénarisation des épisodes autour de personnages, d'événements et de journées types. Filmé durant l'été 2021, ce programme a été mis à l'antenne en mars 2022.  
Dans la foulée, on lui a demandé de prendre la  rédaction en chef de France Alpes durant l'été 2022. Puis remarquant sa grande connaissance de la montagne, la direction de France 3 Auvergne Rhône Alpes lui a confié une nouvelle mission : la conception d'une charte sur la transition écologique, un document engageant la chaîne en tant que média et en tant qu'entreprise. Pour illustrer la philosophie de ces préconisations réunies sous le label "Préserve ta montagne", il a réalisé une série de programmes courts mettant en avant des personnes charismatiques et inspirantes de la région ayant à coeur de protéger la montagne et l'environnement, dans leur quotidien et leurs aventures.  Cette collection de portraits intitulée "Terrains de jeux, terrain d'enjeux" qui a reçu un bel accueil lors de sa diffusion en décembre 2022 avait pour vocation de montrer qu'on peut aborder la thématique du changement climatique sans être donneur de leçons, ennuyeux ou anxiogène  et qu'on peut très bien être spectaculaire, positif et ludique.  

### Autres activités
Polyvalent, il a réalisé des missions de conseil pour France 4, des sociétés de production pour leurs programmes (comme pour "Maestro!" consacré aux grandes œuvres de à l'opéra et diffusé sur TV5 Monde), leurs positionnements (patrimoine, culture, environnement) ou des entreprises pour leur image, leur films et leurs événements... 
Soucieux de transmission et de formation, il a donné des cours d’écriture journalistique en maîtrise à l’université Paris II Assas. Et plus original à d'anciens détenus récemment libérés afin de les aider à mieux s'exprimer et les stimuler dans leurs réinsertions...
Parallèlement, ce passionné d'extrême participe à des expéditions et propose des reportages sur l'aventure et le freeride. Il fait part de ses coups de coeur et de son expertise sur la montagne et le tourisme dans de grands médias généralistes en ligne ou certains titres de la presse sportive comme Skieur Magazine.
Intéressé par les nouvelles écritures audiovisuelles, il a longtemps tenu un blog, le-cœur-net, où il décryptait les tendances du web à partir des vidéos et des photos qui font le buzz. Par ailleurs, il alimente un site photo, vidéo : hauteurdevuesconseil. Pilote de drones certifié, enregistré auprès de la DGAC, il intervient comme télépilote pour des prises de vues aériennes en photo ou vidéo.